# Blagowest 11L
Blagowest Nr. 11L (russisch Благовест №11Л, Kosmos-2520, 14F149) ist ein militärischer Kommunikationssatellit der russischen Verteidigungsministeriums.
Er wurde am 16. August 2017 um 22:07 UTC mit einer Proton-Trägerrakete vom Raketenstartplatz Baikonur in eine geostationäre Umlaufbahn gebracht und erreichte seine Position auf 45° Ost am 19. September.
Der dreiachsenstabilisierte Satellit ist mit Ka-Band, C-Band und Q-Band Transpondern ausgerüstet und soll von der Position 45° Ost Russland mit Telekommunikationsdienstleistungen versorgen. Er wurde auf Basis des Satellitenbus Ekspress-2000 der Firma ISS Reschetnjow in Schelesnogorsk gebaut und besitzt eine geplante Lebensdauer von 15 Jahren. Teile der Kommunikationsnutzlast stammen von der Firma Thales Alenia Space, die anfangs gemeinsam mit Reschetnjow (als der Satellit noch als „dual use“ ebenfalls für kommerzielle Zwecke eingesetzt werden sollte) an der Entwicklung beteiligt war. Reschetnjow schließt auch eine zukünftige zivile Nutzung von Teilen der Nutzlast nicht aus.